# Honda J series
La series J es una familia de motores de Honda. Se trata de la segunda familia de motores V6, introducida en 1996 y que continúa en producción.
Los cilindros están colocados en una inclinación de 60° grados (En comparación la serie C que estaban a 90° grados). La serie J se diseñó para ser montada en posición transversal. Tiene un diámetro más corto (98 mm), bielas más cortas y un cigüeñal especial más pequeño que el de la serie C. Todos los motores de la serie J actuales son SOHC diseños con 4 válvulas por cilindro (con un total de 24 válvulas) y Distribución de válvulas variable VTEC.
Una característica única de algunos modelos de motor de la serie J es el sistema VCM (Variable Cylinder Management). El sistema utiliza el sistema i-VTEC para apagar una bancada de 3 cilindros bajo cargas ligeras, convirtiendo el V6 en un transversal de 3 cilindros. El sistema más reciente de administración de cilindros variable es capaz de apagar una bancada de cilindros o el cilindro opuesto de la bancada, lo que permite el uso de tres cilindros bajo cargas ligeras o el uso de cuatro cilindros bajo cargas medianas.
La serie J de motores se diseñó en Estados Unidos por la división de Ingenieros de Honda América. Se ensamblan en la planta de Anna, Ohio.

## J25
- Encontrado en:
  - Honda Inspire 1998-2003 (Japón)
  - Honda Saber 1999 (Japón)
    - Cilindrada: 2.495 cc
    - Diámetro x Carrera: 86 mm (3,39 pulgadas) x 71,6 mm (2,82 pulgadas)
    - SOHC VTEC
    - Potencia: 200 HP (149 kilovatios) @ 6200 rpm
    - Par: 24.5 kg-m (240 Nm; 177 lb-ft) @ 4600 rpm
    - Colector de admisión variable capaz de optimizar la salida de par a cualquier velocidad y la respuesta del motor[1]

## J30A
- Datos comunes:
  - Cilindrada: 2997 cc
  - Diámetro x Carrera: 86 mm (3,39 pulgadas) x 86 mm (3,39 pulgadas)
  - DOHC VTEC

- J30A1 Encontrado en:
  - Honda Odyssey Prestige 1997-1999
  - Acura 3.0CL 1997-1999
  - Honda Avancier 1999-2003
  - Honda Accord 1998-2002
    - Peso: 110 kg (243 libras)
    - Potencia: 200 HP (149 kilovatios) @ 5500 rpm
    - Par: 195 lb-ft (264 Nm)

- J30A4 Encontrado en:
  - Honda Accord 2003-2005
    - Peso: 100,9 kg (222 libras)
    - Potencia: 240 HP (179 kilovatios)
    - Par: 212 lb-ft (287 Nm)
    - Compresión: 10.0:1
    - Sistema VTEC con desconexión de 3 cilindros
    - Premiado como Wards 10 Best Engines 2003-04
    - En 2005 se ofrecía versión IMA

- J30A5 Encontrado en:
  - Honda Accord 2006-2007
  - Honda Inspire 2003-2007
    - Potencia: 244 HP (182 kilovatios) (SAE Net 08/04)
    - Par: 211 lb-ft (286 Nm) (SAE Net 08/04)
    - Creado para conmemorar el 30 aniversario del Honda Accord

- J30Y1 Encontrado en:
  - Acura RDX 2013+ (China)

- JNA1 Encontrado en:
  - Honda Accord Hybrid 2005-2007

## J32A
- Datos Comunes:
  - Cilindrada: 3.210 cc
  - SOHC VTEC
  - Diámetro x Carrera: 89 mm (3,50 pulgadas) x 86 mm (3,39 pulgadas)
- J32A1 encontrado en:
  - Acura TL 1999-2003
  - Acura CL 2001-2003
  - Honda Inspire 1998-2003
    - Potencia: 225 HP (168 kilovatios)
- J32A2 encontrado en:
  - Acura CL Type-S 2001-2003
  - Acura TL Type-S 200s-2003
    - Potencia: 260 HP (194 kilovatios) @ 6200 rpm
    - Par: 232 lb-ft (315 Nm) @ 3500-5500 rpm
    - Un árbol de levas más agresivo, con mayor flujo de admisión/escape y un colector de admisión stage-2
- J32A3 encontrado en:
  - Acura TL 2004-2008
    - Potencia: 270 HP (201 kilovatios) (2003) - 258 HP (192 kilovatios) (2006-08)
    - Colector de escape de una sola pieza fundido con la culata

## J35

### J35A
- Datos Comunes:
  - Cilindrada: 3471 cc
  - SOHC VTEC
  - Diámetro x Carrera: 89 mm (3,50 pulgadas) x 93 mm (3,66 pulgadas)

- J35A1 encontrado en:
  - Honda Odyssey 1999-2001 (EE. UU.)
    - Potencia: 210 CV (154 kilovatios) y 229 CV (168 kilovatios)

- J35A3 encontrado en:
  - Acura MDX 2001-2002
  - Saturn Vue L66 2004-2007
    - Potencia: 240 CV (177 kilovatios) @ 5800 y 253 CV (186 kilovatios) @ 4400 rpm
    - El Saturn Utilizaba el bloque A3 con la culata del modelo A4, diseñado por honda para barcos

- J35A4 encontrado en:
  - Honda Odyssey 2002-2004 (EE. UU.)
  - Honda Pilot 2003-2004
    - Potencia: 240 CV (177 kilovatios) @ 5500 y 242 CV (178 kilovatios) @ 4500 rpm

- J35A5 encontrado en:
  - Acura MDX 2004-2006
    - Potencia: 265 HP (198 kilovatios) @ 5800 rpm (Hubo versión en 2003 de 260 HP (194 kilovatios) at 5750 rpm)
    - Par: 251 lb-ft (340 Nm) @ 3500 rpm

- J35A6 encontrado en:
  - Honda Odyssey Van, LX, EX 2005+ (EE. UU.)
  - Honda Pilot 2005

- J35A7 encontrado en:
  - Honda Odyssey EX-L, Touring 2005+ (EE. UU.)
  - Honda Inspire 2007+
    - Variable Cylinder Management
    - Potencia: 290 HP (216 kilovatios) @ 6200 rpm
    - Par: 256 lb-ft (347 Nm) @ 5000 rpm
    - Premiado como Wards 10 Best Engines en 2005, 2008 y 2009.

- J35A8 encontrado en:
  - Acura RL 2005-2008
  - Acura TL Type-S 2007-2008
    - Potencia: 286 HP (213 kilovatios) @ 6200 rpm
    - Par: 256 lb-ft (347 Nm) @ 5000 rpm[2]

- J35A9 encontrado en:
  - Honda Ridgeline 2006-2008
  - Honda Pilot 2006-2008 (VTM-4-equipped models)
    - Potencia: 247 HP (184 kilovatios) @ 5750 rpm
    - Par: 245 lb-ft (332 Nm) @ 4500 rpm

### J35S
- J35S1 encontrado en:
  - Saturn Vue L66 2004-2007
    - Se trata de un J35A5 con ligeras modificaciones

### J35Z
- J35Z1 encontrado en:
  - Honda Pilot 4x4 2006-2008
    - Variable Cylinder Management

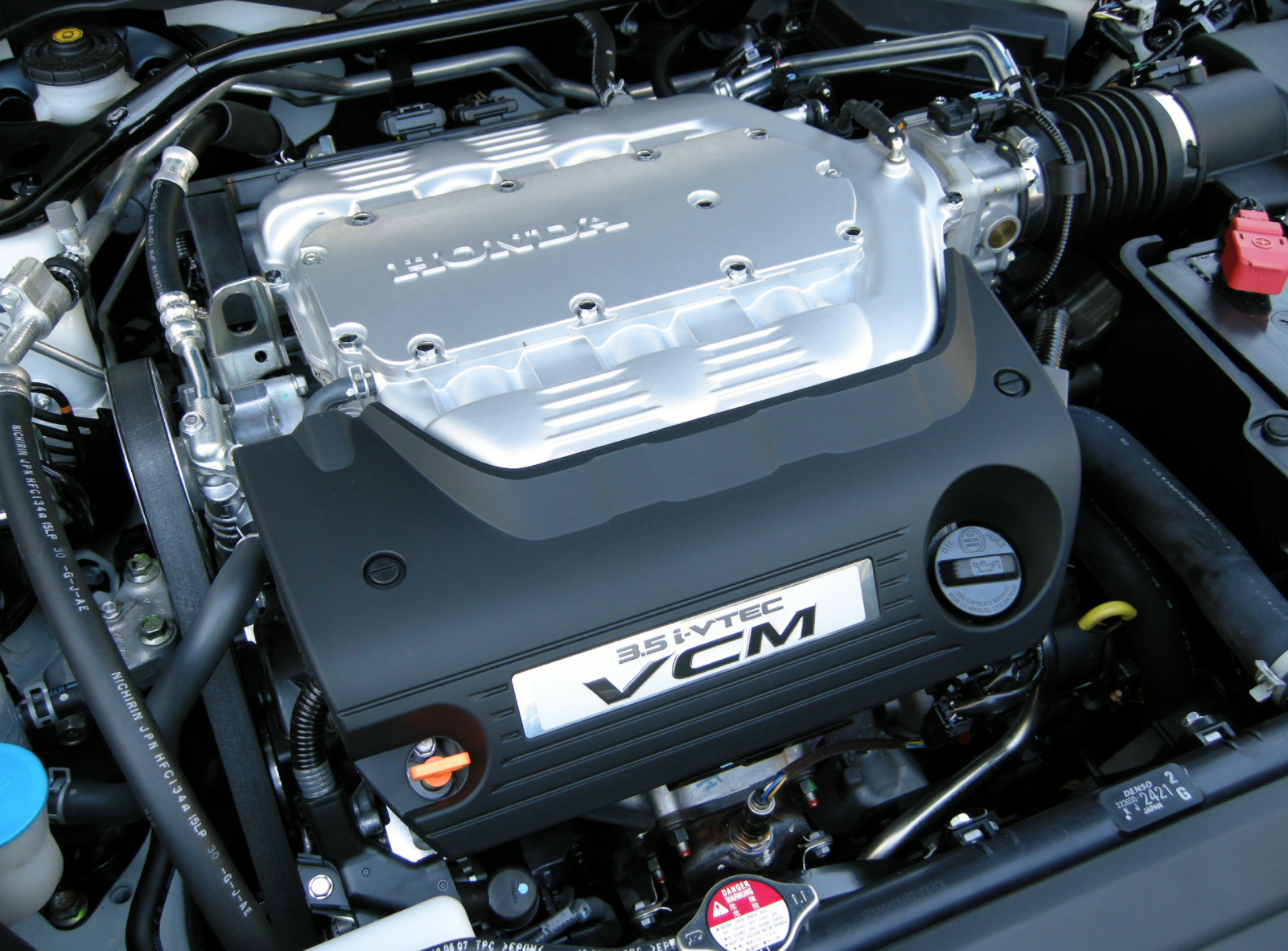
J35Z2

    - Bloque de aluminio y camisas de cilindro de acero

- J35Z2 encontrado en:
  - Honda Accord (excepto el 6MT cupe) 2008-2012
    - Cilindrada: 3471 cc
    - Diámetro x Carrera: 89 mm (3,50 pulgadas) x 93 mm (3,66 pulgadas)
    - Compresión: 10.5:1
    - Potencia: 271 HP (202 kilovatios) @ 6200 rpm
    - Par: 254 lb-ft (344 Nm) @ 5000 rpm
    - SOHC i-VTEC 24 válvulas
    - Control de combustible: inyección multipunto PGM-FI
    - Variable Cylinder Management

- J35Z3 encontrado en:
  - Honda Accord 6MT coupe 2008-2012
    - Cilindrada: 3471 cc
    - Diámetro x Carrera: 89 mm (3,50 pulgadas) x 93 mm (3,66 pulgadas)
    - Compresión: 10.0:1
    - Potencia: 271 HP (202 kilovatios) @ 6200 rpm
    - Par: 254 lb-ft (344 Nm) @ 5000 rpm
    - SOHC VTEC 24 válvulas
    - Control de combustible: inyección multipunto PGM-FI
    - It does not count with Variable Cylinder Management

- J35Z4 encontrado en:
  - Honda Pilot 2009+
    - Cilindrada: 3471 cc
    - Diámetro x Carrera: 89 mm (3,50 pulgadas) x 93 mm (3,66 pulgadas)
    - Compresión: 10.5:1
    - Potencia: 250 HP (186 kilovatios) @ 5700 rpm
    - Par: 253 lb-ft (343 Nm) @ 4800 rpm
    - SOHC i-VTEC 24 válvulas
    - Control de combustible: inyección multipunto PGM-FI
    - Variable Cylinder Management

- J35Z5 encontrado en:
  - Honda Ridgeline 2009+
    - Cilindrada: 3471 cc
    - Diámetro x Carrera: 89 mm (3,50 pulgadas) x 93 mm (3,66 pulgadas)
    - Compresión: 10.0:1
    - Potencia: 250 HP (186 kilovatios) @ 5700 rpm
    - Par: 247 lb-ft (335 Nm) @ 4300 rpm
    - SOHC i-VTEC 24 válvulas
    - Control de combustible: inyección multipunto PGM-FI

- J35Z6 encontrado en:
  - Acura TSX V6 2010+
  - Acura TL (Sin SH-AWD) 2009+
    - Cilindrada: 3471 cc
    - Diámetro x Carrera: 89 mm (3,50 pulgadas) x 93 mm (3,66 pulgadas)
    - Compresión: 11.2:1
    - Potencia: 280 HP (209 kilovatios) @ 6200 rpm
    - Par: 254 lb-ft (344 Nm) @ 5000 rpm
    - SOHC i-VTEC 24 válvulas
    - Control de combustible: inyección multipunto PGM-FI

### J35Y
- J35Y1 (EarthDreams) encontrado en:
  - Honda Accord V6 2013+
    - Cilindrada: 3471 cc
    - Diámetro x Carrera: 89 mm (3,50 pulgadas) x 93 mm (3,66 pulgadas)
    - Compresión: 10.5:1
    - Potencia: 278 HP (207 kilovatios) @ 6,200 rpm
    - Par: 252 lb-ft (342 Nm) @ 4,900 rpm
    - SOHC VTEC 24 válvulas
    - Control de combustible: inyección multipunto PGM-FI
    - Línea roja: 6,900 rpm
    - Corte de inyección: 7,300 rpm

- J35Y2 (EarthDreams) encontrado en:
  - Honda Accord V6 (Manual) 2013+
    - Cilindrada: 3471 cc
    - Diámetro x Carrera: 89 mm (3,50 pulgadas) x 93 mm (3,66 pulgadas)
    - Compresión: 10.5:1
    - Potencia: 278 HP (207 kilovatios) @ 6,200 rpm
    - Par: 252 lb-ft (342 Nm) @ 4,900 rpm
    - SOHC VTEC 24 válvulas

- J35Y4 (EarthDreams) encontrado en:[3]
  - Acura RLX 2014+
    - Cilindrada: 3476 cc
    - Diámetro x Carrera: 89,7 mm (3,53 pulgadas) x 92,3 mm (3,63 pulgadas)
    - Compresión: 11.5:1
    - Potencia: 310 HP (231 kilovatios) @ 6,500 rpm
    - Par: 272 lb-ft (369 Nm) @ 4,500 rpm
    - SOHC VTEC 24 válvulas
    - Línea roja: 6,800 rpm
    - Corte de inyección: 7,200 rpm

- J35Y5 (EarthDreams) encontrado en:[3]
  - Acura MDX 2014+
    - Cilindrada: 3476 cc
    - Diámetro x Carrera: 89,7 mm (3,53 pulgadas) x 92,3 mm (3,63 pulgadas)
    - Compresión: 11.5:1
    - Potencia: 290 HP (216 kilovatios) @ 6,200 rpm
    - Par: 269 lb-ft (365 Nm) @ 4,200 rpm
    - SOHC VTEC 24 válvulas
    - Línea roja: 6,800 rpm
    - Corte de inyección: 7,100 rpm

## J37
El J37 bloque de aluminio fundido con camisas de cilindro en aluminio.
- J37A1 encontrado en:
  - Acura MDX 2007-2013
    - Cilindrada: 3664 cc
    - Diámetro x Carrera: 90 mm (3,54 pulgadas) x 96 mm (3,78 pulgadas)
    - Compresión: 11.0:1
    - Potencia: 300 HP (224 kilovatios) @ 6000 rpm
    - Par: 275 lb-ft (373 Nm) @ 5000 rpm
    - SOHC VTEC 24 válvulas
    - Control de combustible: inyección multipunto PGM-FI

- J37A2 encontrado en:
  - Acura RL 2009-2012
    - Cilindrada: 3664 cc
    - Diámetro x Carrera: 90 mm (3,54 pulgadas) x 96 mm (3,78 pulgadas)
    - Compresión: 11.2:1
    - Potencia: 300 HP (224 kilovatios) @ 6300 rpm
    - Par: 271 lb-ft (367 Nm) @ 5000 rpm
    - SOHC VTEC 24 válvulas
    - Control de combustible: inyección multipunto PGM-FI

- J37A4 encontrado en:
  - Acura TL SH-AWD 2009+
    - Cilindrada: 3664 cc
    - Diámetro x Carrera: 90 mm (3,54 pulgadas) x 96 mm (3,78 pulgadas)
    - Compresión: 11.2:1
    - Potencia: 305 HP (227 kilovatios) @ 6300 rpm
    - Par: 273 lb-ft (370 Nm) @ 5000 rpm
    - SOHC VTEC 24 válvulas
    - Control de combustible: inyección multipunto PGM-FI

- J37A5 encontrado en:
  - Acura ZDX 2010-2013
    - Cilindrada: 3664 cc
    - Diámetro x Carrera: 90 mm (3,54 pulgadas) x 96 mm (3,78 pulgadas)
    - Compresión: 11.2:1[4]
    - Potencia: 300 HP (224 kilovatios) @ 6300 rpm
    - Par: 270 lb-ft (370 Nm) @ 4500 rpm
    - SOHC VTEC 24 válvulas
    - Control de combustible: inyección multipunto PGM-FI